# Neosybra elongatissima
Neosybra elongatissima là một loài bọ cánh cứng trong họ Cerambycidae.